# Гаметангій
Гаметангій (від гамета і грец. angeion — посудина) — статевий орган у рослин, одно- або багатоклітинне вмістище чоловічих і жіночих статевих клітин — гамет. Гаметангії розвиваються на гаметофіті.
У нижчих рослин вміст гаметангіїв іноді не диференційований на гамети і в цьому випадку при статевому процесі відбувається злиття цілих гаметангіїв. У ооміцетів, аскоміцетів, базидіоміцетів та вищих рослин з диференційованими за статтю гаметами, чоловічі гаметангії називаються антеридіями, а жіночі — оогоніями або архегоніями.